# 杭白菊

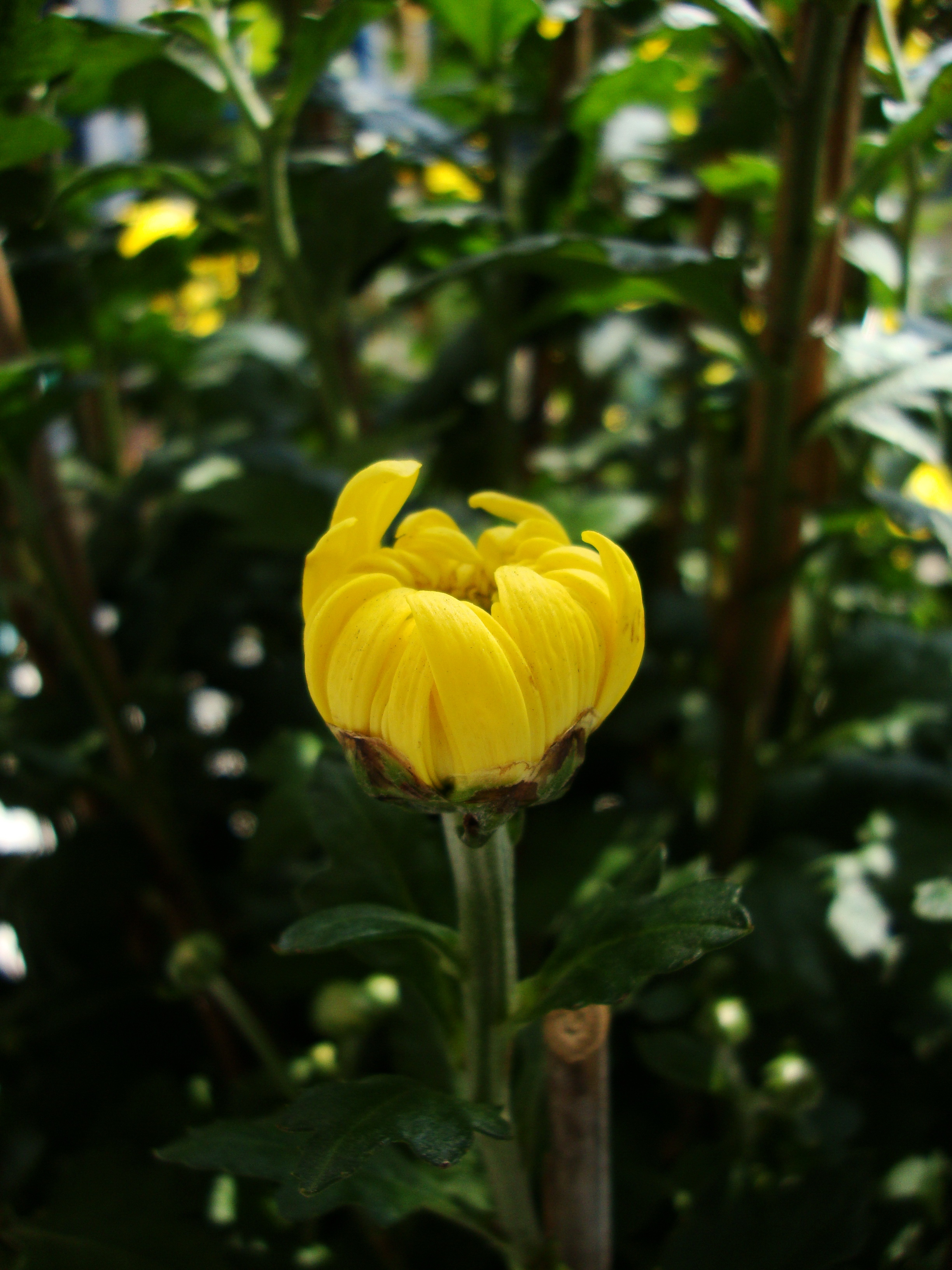

杭白菊一种茶用菊花，別名：白菊花、貢菊、滁菊、亳菊、黃菊花、杭菊花。這種杭白菊，主要產自浙江的桐鄉。每年的十月初秋盛放菊芳，是採菊製藥的季節。
杭白菊为菊科植物菊的干燥头状花序。历史上曾享有“杭白菊与龙井茶”并提之誉是中国传统著名出口中药材“浙八味”之一。

## 功效
内含菊甙、氨基酸、黄酮类及多种维生素和微量元素，中华医学研究表明，杭白菊具有养肝明目、清心、补肾、健脾和胃、润喉、生津，以及调整血脂等功效。常饮本品，春暖去湿、夏暑解渴、秋日解燥、冬季清火。更能美容养颜、补血提神，使人延缓衰老，更能使老年人延年益寿，花：疏風清熱，平肝明目，解毒消腫。治頭痛，眩暈，目赤，腫毒；葉：治疔瘡，頭風，目眩。散風清熱，平肝明目。用於治風熱感冒、頭痛眩暈、目赤腫痛、眼目昏花。是一种高效超值之保健饮品。

## 性味歸經
花：甘、苦、涼；葉：辛、甘、平 ；入肺，肝經。                                                                          